# Rošáda (film)
Rošáda (anglicky Rochade) je koprodukční slovensko-rakouský politický thriller natočený roku 1991 podle povídky Ladislava Mňačka Hmla (Mlha).
Jde o příběh z prostředí ilegální organizace obchodující se zbraněmi.

## Základní údaje
- Architekt: Gerald Damovsky, Viera Dekišová
- Návrhy kostýmů: Heidi Melinc
- Vedoucí výroby: Zuzana Ricottiová, Sigi Borutta
- Exteriéry: Bratislava, Vídeň
- Televízna premiéra: 21. prosince 1992